# Tomas Jönsson (konstnär)
Jan Tomas Jönsson, född 1962 i Göteborg, är en svensk skulptör och bildkonstnär
Jönsson studerade vid Konstlinjen i Munka-Ljungby folkhögskola, samt under studieresor i Europa 1981-1983. Han har ställt ut separat i bland annat  Sävsjö, Helsingborg, Stockholm, Malmö, Göteborg och på Galleri Victoria Halmstad. Hans konst består av koloristiska fantasifigurer och landskap i expressionistisk anda utförda i olja. 